# Taastrup Idræts Klub
Taastrup Idræts Klub (TIK) er en flerstrenget idrætsklub der ligger i Høje Taastrup Kommune.
TIK har mere end 3000 medlemmer som er fordelt på 15 afdelinger.

## Afdelinger i TIK
TIK består af 13 afdelinger:
- Badminton
- Bordtennis
- Bueskydning (stiftet 1980)
- Gymnastik
- Håndbold
- Karate
- Løb
- Minigolf (stiftet 2017) [1]
- Motionscykling
- Tennis (stiftet 1925 - indtrådt i TIK i 1939)
- Veteransport
- Volleyball (stiftet 1980)

Herudover er der en bloddonor aktivitet i TIK. TIK etablerede i 1957 en bloddonor aktivitet, man tapning af blod til humanitære formål. I dag gennemføres tapningerne af den Mobile Blodbank i København. Det sker ca. en gang i kvartalet og foregår altid i Taastrup Idræts Center

## Formænd gennem tiderne
- Jette Poder 2024 -
- Lars Monberg 2014 - 2024
- Bent Poulsen 2009 - 2014
- Erhardt Franzen 2000 - 2009
- Preben Andersen 1996 - 2000
- Villy Rosendahl-Kaa 1992 - 1996
- Henning Aasberg 1988 - 1992
- Torben Rud Hansen 1984 - 1988
- Knud Sommer 1980 - 1984
- Ole Søndergaard 1974 - 1980
- Aage Ibsen 1971 - 1974
- Ove Haugbølle 1951-1971
- Læge Frantz Hancke 1939 - 1951
- Fabrikant Alfred Dannesboe 1936 - 1939
- Ingeniør Michael Madsen 1935 - 1936
- C.C. Jørgensen 1934 - 1935
- Chr. Kjær 1934 - 1934
- Lærer J. Bitch-Christensen 1931 -1934
- Vognmand M.C. Clausen 1930 - 1931
- Direktør Muxoll 1927 - 1930

## OL-deltagelser
TIK har haft flere deltagere med til de Olympiske Lege:
 2012 London
- Louise Laursen – Bueskydning[2]

 2008 Beijing
- Louise Laursen – Bueskydning[3]